# Projecte Llàtzer
Projecte Llàtzer és una pel·lícula dramàtica de ciència-ficció de 2016 dirigida per Mateo Gil que explica la història d'un jove a qui diagnostiquen un càncer mortal i decideix crionitzar-se el cos. Ha estat doblada al català.

## Argument
Marc Jarvis és un jove amb èxit i ambició amb molts projectes de futur que té un xoc terrible quan li diagnostiquen un càncer mortal amb un pronòstic de menys d'un any de vida. Incapaç d'acceptar la mort, en Marc decideix crionitzar-se el cos. El gran amor de la seva vida, la Naomi, tot i que no està d'acord amb la decisió, es converteix en el seu principal suport. El 2083, 70 anys després, a les instal·lacions de la Prodigy Health Corporation, en Marc serà el primer cos ressuscitat de la història de la humanitat. Però aquesta tornada a la vida no es produeix de la manera idealitzada que va somiar en Marc abans de morir.

## Repartiment
- Tom Hughes és Marc Jarvis
- Charlotte Le Bon és Elisabeth
- Barry Ward és Dr. West
- Oona Chaplin és Naomi[4]